# Tomás de Zumárraga
Tomás de Zumárraga y Lazcano (Vitoria, 9 de marzo de 1577-Nagasaki, 12 de septiembre de 1622) fue un misionero español. Fue beatificado en julio de 1867 por el papa Pío IX.

## Biografía
Nació en Vitoria en 1577. Profesó en la orden de Santo Domingo en Vitoria en 1594. Después ingresó en el convento de San Esteban de Salamanca con el nombre de Fray Tomás del Espíritu Santo. En 1601 embarcó en Sevilla hacia Manila para cristianizar Filipinas. Poco después de llegar, en 1603, Francisco Morales, superior de los Dominicos en Manila, lo envió a Japón para fundar una misión.
Se escondió en las montañas de la zona de Nagasaki y Omura. Fue capturado el 23 de julio de 1617. Tras cinco años en prisión, fue quemado vivo el 12 de septiembre de 1622. Una calle de su ciudad natal lo honra con el título de «Beato Tomás de Zumárraga».